# Veronica Shanti Pereira
Veronica Shanti Pereira (20 september 1996) is een Singaporees atleet. 
Op de Olympische Zomerspelen van Tokio in 2021 liep zij in de series van de 200 meter. 
Ook bezit zij het nationaal record op de 100 meter.